# 中国国际广播电台 (中华民国)
中国国际广播电台，对外又称“中国之声”（Voice of China），前称“中央短波广播电台”，呼号XGOY，是1939年至1949年期间中华民国的对外广播电台。1939年开播，1949年解放军占领重庆前夕停播。

## 历史

### 筹备
1934年，中国国民党中央广播事业管理处决定设立“强力短波电台”，以宣传国民党及国民政府政策，作为“国际宣传之喉舌”。1936年，中央短波广播电台筹备处正式成立，由中央广播事业管理处处长吴道一任筹备处主任，冯简任筹备处副主任兼总工程师。冯简随后抵达重庆勘察，最终将发射台地址定在重庆小龙坎（今沙坪坝区小龙坎新街29号），同时向英国马可尼公司订购了35kW发射机一部以及播音设备、天线、发电机等设备，并派人赴英实习及监造设备。1937年抗战爆发时，所有设备运抵重庆；1938年10月，发射机安装完成。同一时期，位于上清寺（今渝中区中山三路159号）的广播大厦（中央台和国际台共同使用）也开始兴建，但直到1941年才竣工并投入使用。
在大功率短波电台筹备期间，中央广播事业管理处自行制造了500W短波发射机，1936年2月23日在南京江东门发射台以“南京短波广播电台”之名开始播音，呼号XGOX，频率9460千赫。每日从19时30分至21时40分，南京短波广播电台联播中央广播电台的《新闻》、《时评》、《英语报告》及音乐节目等，计两小时又10分钟。1937年8月，为防避侵華日軍轰炸，500瓦短波机装设在南京东郊灵谷寺附近，临时播音室设在新街口中央通讯社。8月24日夜，日机轰炸南京东郊，设在那里的短波发射机被炸毁，青年工程师蒋德彰被弹片击中身亡。南京短波广播电台不得不中断广播。

### 正式开播及抗战时期
经过试播，1939年2月6日（一说16日），中央短波广播电台正式开始播音。由于当时中央广播事业管理处无法提供各国文字稿件和外语播音员，故只能由中国国民党中央宣传部国际宣传处提供。1940年初，中央短波广播电台划归国际宣传处直接管理，王慎铭任台长，同时更名为国际广播电台，呼号为XGOY（有时也会以原南京短波电台的呼号“XGOX”对北美广播），简称VOC（“Voice of China”的缩写）；6月7日，国际广播电台又交由中央广播事业管理处管辖，冯简任台长:471-472；7月1日，正式以“重庆中国国际广播电台”名义播音。
国际广播电台的节目内容，以新闻和时事述评为主，几乎全部采用中央通訊社电讯稿和《中央日报》刊登的新闻、评论，以及国民党中宣部国际宣传处和美国新闻处提供的稿件。未设专职记者、编辑，仅设国语、英语、缅甸语等几个语种的播音员播送相关节目，其余节目皆由各国驻华记者到该台自编自播。外国记者通过国民党中宣部国际宣传处介绍，就可到国际广播电台直接播出自编的节目，并通过该国自己的电台进行转播:22-24。另外，国际台也经常与同盟国电台进行节目交换。
国际广播电台播音的语种和时间，随国府所提供的经费、人员、设备等条件而定。1939年2月开播时，仅用9种语言播出；至1941年增至17种语言播音，对内以国语、粤语、闽语、客家语、沪语等进行广播，对外广播有英语、法语、德语、俄语、日语、荷兰语、印度语、缅甸语、越南语、西班牙语、马来语、朝鲜语等语种，各语种每日播出12至16小时。另外，抗战期间，按照有关方面要求，国际广播电台每天转播半小时中央广播电台的新闻节目，中国的地方广播电台每天转播国际台重庆时间晚9点的英语新闻。
抗战期间，重庆频繁遭到日军军机轰炸，国际台也未能倖免：小龙坎发射台和广播大厦多次被袭，造成人员伤亡和设备损毁。国际台经常播放日本战俘的反战言论及日军军属的家书，以动摇日军军心。日方称重庆的广播为“重庆之蛙”、“怪放送”，且禁止日占区民众收听，包括国际台、中央台在内的重庆广播机构自然也就成为了日军轰炸的重点目标。

### 抗战结束后
抗战胜利后，国民政府迁回南京，但国际广播电台仍留在重庆。由于外语播音员大多随国民政府返回南京，加上中央社英文电讯稿供稿不稳定，国际广播电台的运营陷入困境。1947年，南京的中央广播电台建立通报台，每日将中央社英文电讯稿发送给国际台，但仍经常出现稿件供不应求的状况。这一时期，对外广播业务逐渐改由南京的中央台承担，国际广播电台播出时长大幅削减，仅保留国语、粤语、英语、俄语和越南语节目，每日自办节目仅有4小时。另外，美国一宗教团体以每小时110美元的费用向国际广播电台租用播出时段，进行宣教广播。
1949年11月，随着国军节节败退，蒋介石召见冯简，要求其去台湾。11月28日夜至29日早晨，国际广播电台和重庆广播电台在小龙坎的发射台被炸毁；30日，解放军占领重庆。1950年1月4日，重庆人民广播电台开播，台址位于原国际广播电台所在的上清寺广播大厦:474。1998年，旧广播大厦被拆除，在原址兴建了新的重庆广播大楼，仍作为重庆人民广播电台总部；原小龙坎发射台遗址则建起了名为“广电大厦”的商住两用楼。至于中央广播事业管理处迁往台湾的部分，后改组为中国广播公司；1998年又从中分拆成立“财团法人中央广播电台”，专门对中国大陆和海外广播。